# Zeger Bernhard van Espen
Zeger Bernhard van Espen (Lovaina, 9 de julio de 1646 - Amersfoort, 2 de octubre de 1728) fue un sacerdote y jurista católico flamenco-neerlandés, experto en temas de derecho canónico. Profesor en las universidades de Lovaina y Leiden.
Su defensa del derecho de los reyes en materias eclesiásticas (regalismo) y sus posiciones episcopalistas le valieron la acusación de jansenista y debió abandonar su cátedra en Lovaina (países bajos del sur, hoy Bélgica) para pasar a Leiden (países bajos del norte, Holanda). Sus tesis episcopalistas le llevaron a formular un modo de primado a partir de la reflexión sobre el rol de Pedro en la iglesia primitiva. Llega a afirmar que la jurisdicción no es de los obispos, sino de la asamblea de los fieles. Así justificó la necesidad de la aprobación de los obispos y de los príncipes para cualquier decreto que un papa quisiera tuviera valor universal.
Apoyó una ordenación episcopal para el obispado de Utrecht considerada cismática por Roma. Tuvo una gran incidencia en la España del siglo XVIII.
En 1700 publicó Ius ecclesiasticum universum.
En 1704, toda su obra fue condenada formalmente por la Iglesia católica e incluida en el Índice de Libros Prohibidos.